# Carmen Gloria a tu servicio
Carmen Gloria a tu servicio es un programa de televisión chileno producido y transmitido por Televisión Nacional de Chile desde el 4 de junio de 2018. Se transmite de lunes a viernes entre las 18:00 y 19:00 horas. Es conducido por la abogada Carmen Gloria Arroyo, quien actúa como juez árbitro para resolver casos cotidianos.
A diferencia de La jueza, programa de televisión emitido por Chilevisión entre 2007 y 2017 y también conducido por Arroyo, ese espacio era una adaptación basada en la licencia del programa estadounidense Caso cerrado, mientras que Carmen Gloria a tu servicio es una versión libre.

## Formato

Equipo CGATS 2024 T7

En Carmen Gloria a tu servicio, se presentan varios casos, (por ejemplo divorcios, pensión de alimentos, arriendos, problemas vecinales, infidelidades y violencia doméstica) en donde los litigantes que tienen un conflicto en común, acuden al programa voluntariamente y resuelven sus problemas en una mediación en el estudio del programa donde la abogada Carmen Gloria Arroyo actúa como árbitro. Los litigantes tienen un tiempo determinado para dar a conocer su demanda y pueden presentar testigos y evidencias que validan sus postura. También suelen ingresar otros profesionales como abogados, psicólogos, trabajadores sociales, tasadores, quienes colaboran en los hechos de manera profesionalmente. La abogada conductora, luego de recopilar todas las pruebas y antecedentes, dirime de la forma más justa y públicamente daba a conocer las diferentes sentencias.

## Equipo de profesionales[2]
- Abogada conductora: Carmen Gloria Arroyo
- Psicólogos: Pamela Lagos y Marisol Sagredo.
- Asistente social: Carolina Faúndez.
- Tasador: Esteban Debarbieri.
- Educadora de Párvulos: Catherine Campos
- Abogado: Ricardo Ibáñez
- Periodistas en pantalla: Gustavo Luis, Roon Antonio, Nicolás Gutiérrez y Leonardo Baeza Hernández.
- Productor periodístico David Troncoso

## SEGMENTOS
- "Día Después" es un segmento creado para mostrar el desenlace de los casos tras la mediación en el programa, incluyendo divorcios exitosos, tramitaciones legales de herencias, pensiones de alimentos, y otras problemáticas presentadas. Este espacio es conducido por los periodistas Gustavo Luis y Nicolás Gutiérrez.
- "Desafío Levantemos Chile" es un segmento en colaboración entre el programa y la fundación homónima, que cubre las emergencias y tragedias que afectan al país, además de mostrar los avances en reconstrucción y atención de primeras necesidades. En diversas ocasiones, se puede ver a Carmen Gloria en terreno junto al periodista Gustavo Luis, quien lidera este espacio.
- "Infinitas Formas de ser Mujer" es una alianza entre la marca de vehículos de trabajo Shineray, del grupo Gildemeister, y la corporación Coemprende. En esta iniciativa, diez microempresarias de barrio podrán vivir una experiencia invaluable durante cuatro meses, que les permitirá potenciar sus habilidades y competencias. El espacio es liderado por el periodista Nicolás Gutiérrez.
- "Me Gusta" En las siete temporadas de "Carmen Gloria A Tu Servicio", miles de historias han impactado a la audiencia en cada rincón del país y han cruzado fronteras impensadas que van más allá del idioma. Este espacio de servicio social no solo ha entretenido, sino que también ha educado, conmovido y alentado a sus acérrimos seguidores que los han acompañado durante siete temporadas. En su lanzamiento, en abril del 2024, el programa de servicio social comunicó lo siguiente: "Es momento de agradecerles por su compromiso y retribuirlo, encontrándonos y conociendo sus historias, lo que nos ha permitido generar un fuerte vínculo con sus vidas. Llegaremos a sus hogares, donde todos los días a las 18 horas nos conectamos y juntos viviremos la experiencia de nuestro programa. Nuestra conductora, Carmen Gloria, retribuirá ese cariño con una íntima y especial conversación donde conectará con nuestros invitados más importantes: nuestros más fieles espectadores". En su primer capítulo el segmento presentó a una fanática de “Carmen Gloria a Tu Servicio” que viajó desde Perú hasta Chile para conocer a la abogada, marcando pauta en los principales medios de comunicación del país, en esa instancia Publimetro señaló: Para Luzmila esta experiencia no sólo fue un sueño hecho realidad, sino que también un testimonio del impacto positivo que “Carmen Gloria a tu servicio” tiene en la vida de sus seguidores, más allá de las fronteras y las barreras culturales. El espacio es conducido por el periodista Roon Antonio.
- "Quiero un Libro" es una alianza entre TVN y la "Cámara Chilena del Libro" con la intención de fomentar la lectura entre los seguidores del programa. Durante la transmisión de cada nuevo capítulo, Roon Antonio presenta tres nuevos libros, ofreciendo una breve reseña de cada uno. Luego, anuncia un concurso en el que los seguidores del programa, a través de las redes sociales oficiales del canal (@carmengloriatvn en Instagram), pueden ganar uno de los libros presentados. El espacio es presentado por el periodista Roon Antonio.

## REACT
#ElVodcast es un programa digital conducido por Roon Antonio y Carmen Gloria Arroyo, quienes se unen a la tendencia de internet para reaccionar junto a un invitado especial a momentos virales del exitoso programa "Carmen Gloria A Tu Servicio".

-         ¿Qué pasa cuando la cámara se apaga?  en este espacio digital Carmen Gloria desclasifica diversos momentos que la audiencia desconoce, desde ataques de risa hasta delirantes situaciones, por su parte, Roon Antonio toma las riendas de este espacio digital para ofrecer una hora llena de energía y la esencia del mundo de las redes. 

-         El/la panelista invitado/a es la sorpresa de cada semana, pasando por los rostros del espacio: la emblemática sicóloga Pamela Lagos, el periodista Nico Gutiérrez, el cariño de la también sicóloga Marisol Sagredo y periodistas que construyen el programa con un sinfín de anécdotas y divertidos momentos. Asimismo, son visitados por influencers, reaccionadores y figuras del medio.
El espacio es transmitido en vivo cada lunes desde las 17:00 a 18:horas por las plataformas digitales de TVN, convirtiéndose en la ante sala perfecta para continuar viendo un nuevo capítulo de "Carmen Gloria a tu servicio". 